# Test de Phillips-Perron
En estadística y econometría, la prueba de Phillips-Perron (el nombre viene de Peter Phillips y CB Pierre Perron) es una prueba de raíz unitaria. Es decir, se utiliza en el análisis de series de tiempo para probar la hipótesis nula de que una serie de tiempo es integrada de orden 1. Se basa en la prueba de Dickey-Fuller de que la hipótesis nula es {\displaystyle \rho =0} en {\displaystyle y_{t}=\rho y_{t-1}+u_{t}\,}, donde Δ es la primera diferencia del operador. Al igual que la prueba de Dickey-Fuller aumentada, la prueba de Phillips-Perron aborda la cuestión de que el proceso de generación de datos para {\displaystyle y_{t}} podría tener un orden superior de autocorrelación que es admitido en la ecuación de prueba - haciendo {\displaystyle y_{t-1}} endógeno e invalidando así el Dickey-Fuller t-test . Mientras que la prueba de Dickey-Fuller aumentada aborda esta cuestión mediante la introducción de retardos de Δ {\displaystyle y_{t}} como variables independientes en la ecuación de la prueba, la prueba de Phillips-Perron hace un no-paramétricos corrección a la estadística t-test. El ensayo es robusto con respecto a no especificado autocorrelación y heterocedasticidad en el proceso de alteración de la ecuación de prueba.
El artículo de Davidson y MacKinnon (2004) muestra que la prueba de Phillips-Perron es menos eficiente en muestras finitas que la prueba de Dickey-Fuller aumentada.

## Software
En Stata el test se produce con la función pperron. En R es posible de realizarse con el comando pp.test de la biblioteca aTSA, mientras que en Python se puede efectuar esta prueba con la función PhillipsPerron del paquete arch.unitroot.